# Юріс Озолс
Юріс Озолс (латис. Juris Ozols; народився 6 квітня 1977, Рига, Латвія) — латвійський хокеїст, нападник. 
Виступав в лієпайському Металургсі. Виступав у складі юніорської збірної Латвії (U-18) та молодіжної збірної Латвії (U-20), національній збірній Латвії.
Наразі хокейний тренер юнацької команди СК «Рига». 